# Bislett Games
I Bislett Games sono un evento internazionale di atletica leggera che si svolge annualmente al Bislett stadion ad Oslo, in Norvegia.
Precedentemente è stato uno degli eventi della IAAF Golden League, attualmente è parte della Diamond League. 

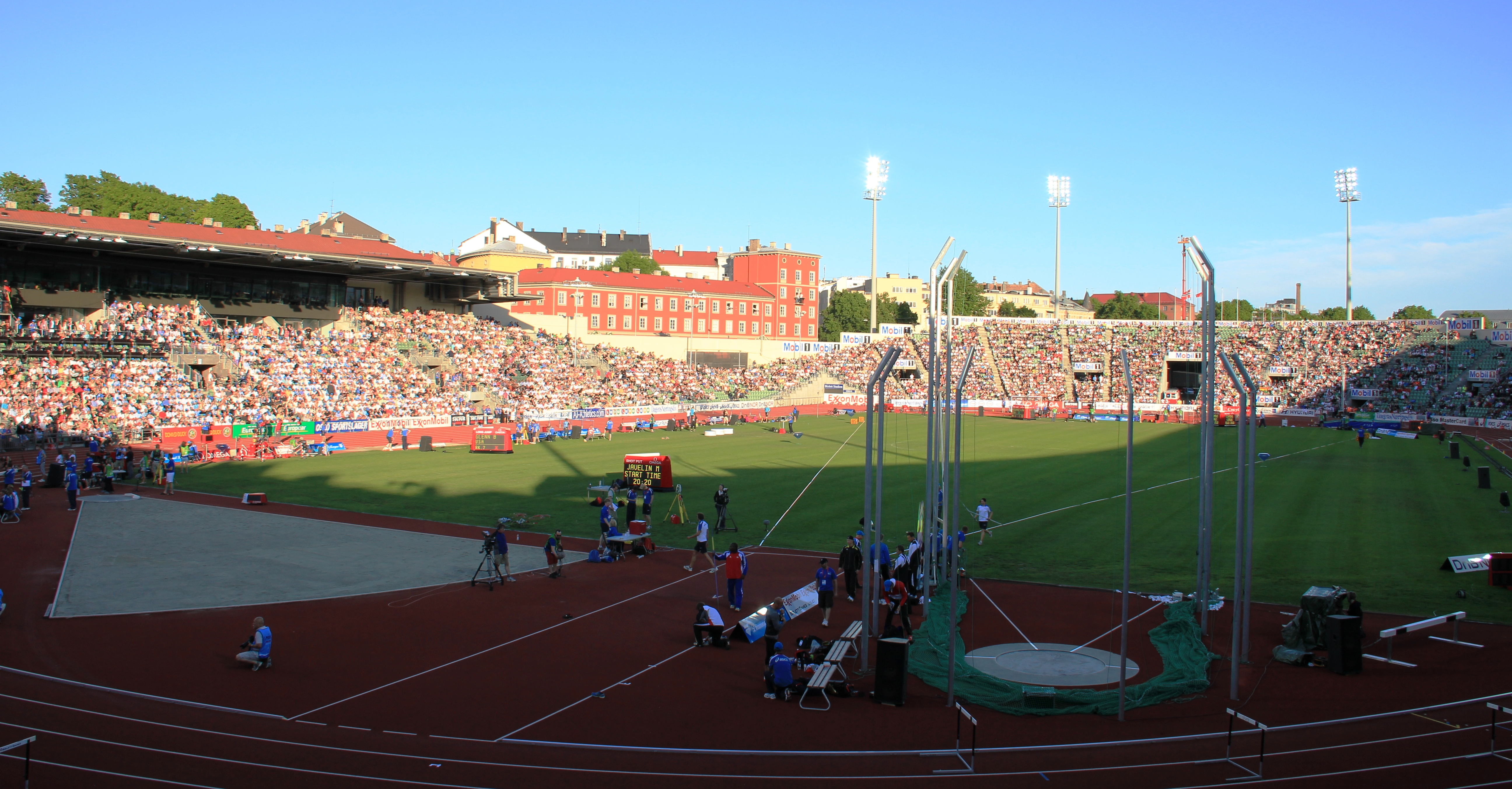
I Bislett Games 4 giugno 2010

È sponsorizzato da ExxonMobil ed è ufficialmente conosciuto come ExxonMobil Bislett Games.

## Storia

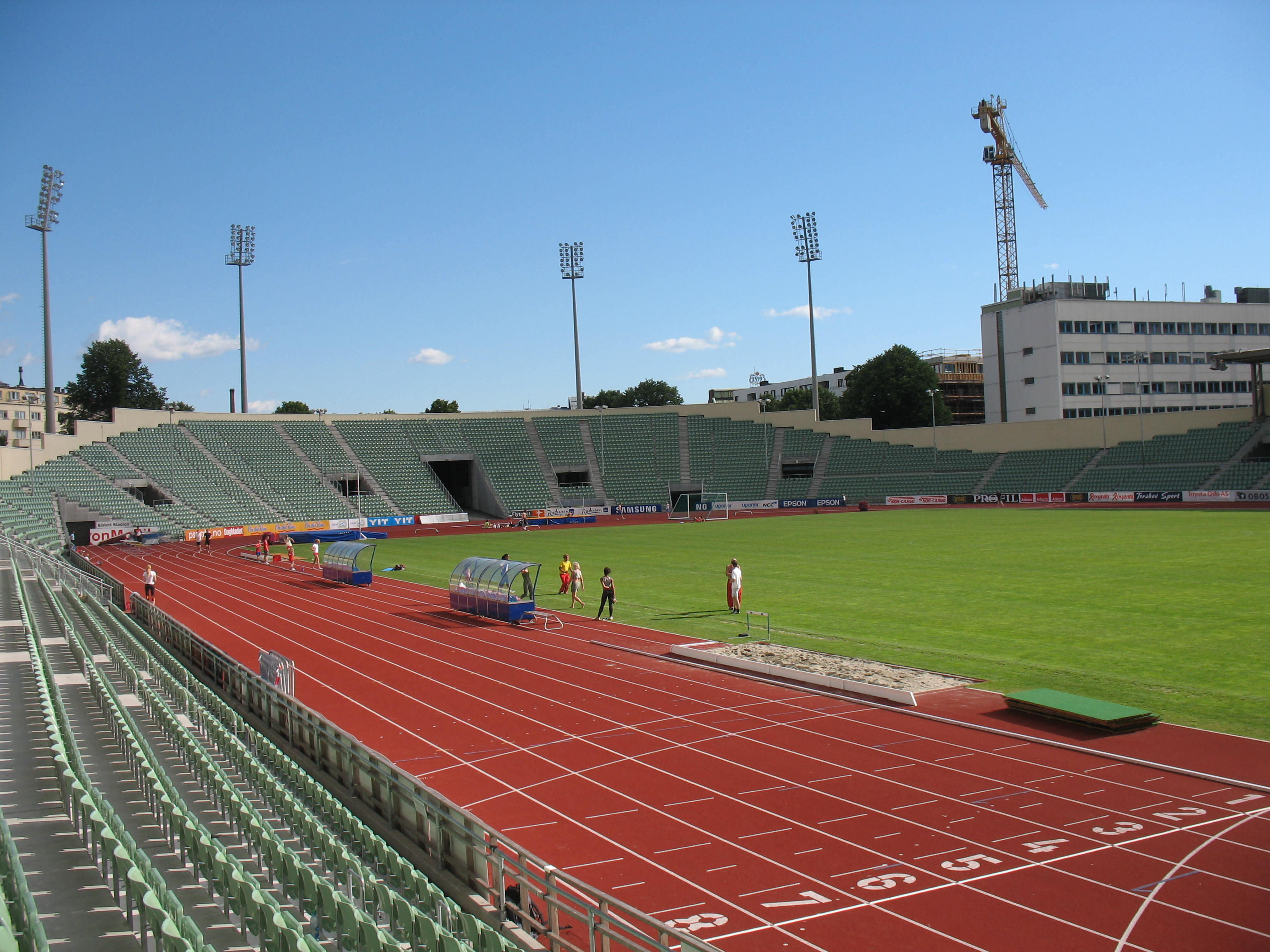
I Bislett Games si tengono al Bislett stadion

Il primo meeting di atletica leggera al Bislett fu disputato nel 1924 e fino al 1937 le competizioni erano conosciute come "I meeting americani". Tra il 1947 ed il 1965 il meeting ha avuto diversi organizzatori e diversi nomi come Giochi di Oslo, Giochi d'autunno, Giochi di settembre e Nordic USA fino a quando le tre associazioni di atletica IL i BUL, Vidar e Tjalve, formarono la Bislett Alliance e Arne Haukvik fondò i Bislett Games. Haukvik, un ex politico, il giorno precedente le gare usava invitare atleti e sponsor a casa sua per il tradizionale "strawberry party", tradizione mantenuta anche dopo la sua morte avvenuta nel 2002.
Negli anni al meeting sono stati stabiliti sessantacinque record mondiali sono finora stati battuti, sulla pista color mattone. L'edizione del 2004, a causa dei lavori per la costruzione del nuovo stadio, venne disputata al Fana stadion di Bergen con il nome di Bergen Bislett Games.
Nel 2009 un forte temporale portò al posticipo delle gare arrecando dei danni al megaschermo.

## Record mondiali
Numerosi record mondiali sono stati battuti nel corso dei Bislett Games.
| Anno | Specialità             | Prestazione | Atleta             | Nazionalità |
| ---- | ---------------------- | ----------- | ------------------ | ----------- |
| 2008 | 5000 m                 | 14'11"15    | Tirunesh Dibaba    | Etiopia     |
| 2008 | 800 m (junior)         | 1'42"69     | Abubaker Kaki      | Sudan       |
| 2007 | 5000 m                 | 14'16"63    | Meseret Defar      | Etiopia     |
| 2004 | 5000 m                 | 14'24"68    | Elvan Abeylegesse  | Turchia     |
| 2004 | 5000 m (junior)        | 14'30"88    | Tirunesh Dibaba    | Etiopia     |
| 2000 | Lancio del giavellotto | 69,48 m     | Trine Hattestad    | Norvegia    |
| 1997 | 10000 m                | 26'31"32    | Haile Gebrselassie | Etiopia     |
| 1994 | 10000 m                | 26'52"23    | William Sigei      | Kenya       |
| 1994 | 20 km di marcia        | 2h04'55"    | Bernardo Segura    | Messico     |
| 1993 | 10000 m                | 26'58"38    | Yobes Ondieki      | Kenya       |
| 1986 | 10000 m                | 30'13"74    | Ingrid Kristiansen | Norvegia    |
| 1985 | 5000 m                 | 13'00"40    | Saïd Aouita        | Marocco     |
| 1984 | 5000 m                 | 14'58"89    | Ingrid Kristiansen | Norvegia    |
| 1984 | 10000 m                | 30'59"42    | Ingrid Kristiansen | Norvegia    |
| 1982 | 5000 m                 | 13'00"41    | David Moorcroft    | Regno Unito |
| 1981 | 1000 m                 | 2'12"81     | Sebastian Coe      | Regno Unito |
| 1979 | 800 m                  | 1'42"33     | Sebastian Coe      | Regno Unito |
| 1975 | 3000 m                 | 8'46"6      | Grete Waitz        | Norvegia    |
| 1975 | 3000 m siepi           | 8'10"4      | Anders Gärderud    | Svezia      |
| 1974 | 1000 m                 | 2'13"9      | Rick Wohlhuter     | Stati Uniti |
| 1965 | 10000 m                | 27'39"4     | Ron Clarke         | Australia   |

## Edizioni
Di seguito la tabella delle ultime edizioni del meeting.
| Anno | Edizione | Circuito            | Dettagli           |
| ---- | -------- | ------------------- | ------------------ |
| 2007 | XLIII    | Golden League 2007  | Bislett Games 2007 |
| 2008 | XLVI     | Golden League 2008  | Bislett Games 2008 |
| 2009 | XLV      | Golden League 2009  | Bislett Games 2009 |
| 2010 | XLVI     | Diamond League 2010 | Bislett Games 2010 |
| 2011 | XLVII    | Diamond League 2011 | Bislett Games 2011 |
| 2012 | XLVIII   | Diamond League 2012 | Bislett Games 2012 |
| 2013 | XLIX     | Diamond League 2013 | Bislett Games 2013 |
| 2014 | L        | Diamond League 2014 | Bislett Games 2014 |
| 2015 | LI       | Diamond League 2015 | Bislett Games 2015 |
| 2016 | LII      | Diamond League 2016 | Bislett Games 2016 |
| 2017 | LIII     | Diamond League 2017 | Bislett Games 2017 |
| 2018 | LIV      | Diamond League 2018 | Bislett Games 2018 |
| 2019 | LV       | Diamond League 2019 | Bislett Games 2019 |
| 2020 | LVI      | Diamond League 2020 | Bislett Games 2020 |
| 2021 | LVII     | Diamond League 2021 | Bislett Games 2021 |
| 2022 | LVIII    | Diamond League 2022 | Bislett Games 2022 |
| 2023 | LIX      | Diamond League 2023 | Bislett Games 2023 |
| 2024 | LX       | Diamond League 2024 | Bislett Games 2024 |
| 2025 | LXI      | Diamond League 2025 | Bislett Games 2025 |

## Record del meeting

### Uomini
| Specialità             | Record                                                    | Atleta                      | Nazionalità          | Data                         | Note  |
| ---------------------- | --------------------------------------------------------- | --------------------------- | -------------------- | ---------------------------- | ----- |
| 100 m                  | 9.79 (+0.6 m/s)                                           | Usain Bolt                  | Giamaica             | 7 giugno 2012                | [ 1 ] |
| 200 m                  | 19.77                                                     | Erriyon Knighton            | Stati Uniti          | 15 giugno 2023               | [ 2 ] |
| 400 m                  | 43.86                                                     | Michael Johnson             | Stati Uniti          | 21 luglio 1995               |       |
| 800 m                  | 1'42.04                                                   | David Rudisha               | Kenya                | 4 giugno 2010                | [ 3 ] |
| 1000 m                 | 2'12.18                                                   | Sebastian Coe               | Regno Unito          | 11 luglio 1981               |       |
| 1500 m                 | 3'27"95                                                   | Jakob Ingebrigtsen          | Norvegia             | 15 giugno 2023               | [ 2 ] |
| Miglio                 | 3'44.90                                                   | Hicham El Guerrouj          | Marocco              | 4 luglio 1997                |       |
| 2000 m                 | 4'50.01                                                   | Jakob Ingebrigtsen          | Norvegia             | 11 giugno 2020               |       |
| 3000 m                 | 7'26"25                                                   | Yomif Kejelcha              | Etiopia              | 1º luglio 2021               |       |
| 2 Miglia               | 8'15.2                                                    | Rod Dixon                   | Nuova Zelanda        | 17 luglio 1979               |       |
| 5000 m                 | 12'41"73                                                  | Yomif Kejelcha              | Etiopia              | 15 giugno 2023               | [ 2 ] |
| 6 Miglia               | 26'47.0                                                   | Ron Clarke                  | Australia            | 14 luglio 1965               |       |
| 10000 m                | 26'31.32                                                  | Haile Gebrselassie          | Etiopia              | 4 luglio 1997                |       |
| 110 m hs               | 13.00 (-0.1 m/s)                                          | Ladji Doucouré              | Francia              | 29 luglio 2005               |       |
| 400 m hs               | 46"52                                                     | Karsten Warholm             | Norvegia             | 15 giugno 2023               | [ 2 ] |
| 2000 m siepi           | 5'20.00                                                   | Krzysztof Wesołowski        | Polonia              | 28 giugno 1984               |       |
| 3000 m siepi           | 8'01.83                                                   | Paul Kipsiele Koech         | Kenya                | 9 giugno 2011                | [ 4 ] |
| Salto in alto          | 2,38 m                                                    | Mutaz Essa Barshim          | Qatar                | 15 giugno 2017               |       |
| Salto con l'asta       | 6,02 m                                                    | Armand Duplantis            | Svezia               | 16 giugno 2022               |       |
| Salto in lungo         | 8.53 m (+0.9 m/s)                                         | Irving Saladino             | Panama               | 2 giugno 2006                |       |
| Salto triplo           | 18.01 m (+0.4 m/s)                                        | Jonathan Edwards            | Regno Unito          | 9 luglio 1998                |       |
| Getto del peso         | 22.29 m                                                   | Tomas Walsh                 | Nuova Zelanda        | 7 giugno 2018                |       |
| Lancio del disco       | 70.51 m                                                   | Virgilijus Alekna           | Lituania             | 15 giugno 2007               |       |
| Lancio del martello    | 81,92 m                                                   | Wojciech Nowicki            | Polonia              | 15 giugno 2023               | [ 2 ] |
| Lancio del giavellotto | 90.50 m (Vecchio giavellotto) 92.60 m (Nuovo giavellotto) | Tom Petranoff Raymond Hecht | Stati Uniti Germania | 9 luglio 1983 21 luglio 1995 |       |
| 5 km di marcia         | 20'27.0+                                                  | Erling Andersen             | Norvegia             | 3 agosto 1979                |       |
| 10 km di marcia        | 40'50.0                                                   | Erling Andersen             | Norvegia             | 3 agosto 1979                |       |
| 20 km di marcia        | 1h27'56.8                                                 | Erling Andersen             | Norvegia             | 23 agosto 1981               |       |
| 30 km di marcia        | 2h35'45.6                                                 | Tore Brustad                | Norvegia             | 20 luglio 1970               |       |
| 50 km di marcia        | 4h42'10.0                                                 | Per Ola Sverre              | Norvegia             | 9 agosto 1974                |       |

### Donne
| Specialità             | Record                                                    | Atleta                           | Nazionalità          | Data                         | Note  |
| ---------------------- | --------------------------------------------------------- | -------------------------------- | -------------------- | ---------------------------- | ----- |
| 100 m                  | 10.82 (-0.5 m/s)                                          | Marion Jones                     | Stati Uniti          | 9 luglio 1998                |       |
| 200 m                  | 21.94                                                     | Gwen Torrence                    | Stati Uniti          | 22 luglio 1994               |       |
| 400 m                  | 49.23                                                     | Taťána Kocembová                 | Cecoslovacchia       | 23 agosto 1983               |       |
| 800 m                  | 1'55.41                                                   | Pamela Jelimo                    | Kenya                | 6 giugno 2008                |       |
| 1500 m                 | 3'57.40                                                   | Suzy Favor-Hamilton              | Stati Uniti          | 28 luglio 2000               |       |
| Miglio                 | 4'17.25                                                   | Sonia O'Sullivan                 | Irlanda              | 22 luglio 1994               |       |
| 2000 m                 | 5'42.60                                                   | Olga Komyagina                   | Russia               | 15 luglio 2007               |       |
| 3000 m                 | 8'27.21                                                   | Gabriela Szabó                   | Romania              | 30 giugno 1999               |       |
| 5000 m                 | 14'11.15                                                  | Tirunesh Dibaba                  | Etiopia              | 6 giugno 2008                |       |
| 10000 m                | 30'13.74                                                  | Ingrid Kristiansen               | Norvegia             | 5 luglio 1986                |       |
| 100 m hs               | 12.49 (+0.7 m/s)                                          | Sally Pearson                    | Australia            | 7 giugno 2012                | [ 5 ] |
| 400 m hs               | 52.30                                                     | [(Femke Bol)]                    | Paesi Bassi          | 15 giugno 2023               |       |
| 3000 m siepi           | 9'03.71                                                   | Norah Jeruto                     | Kenya                | 13 giugno 2019               |       |
| Salto in alto          | 2.05 m                                                    | Stefka Kostadinova               | Bulgaria             | 4 luglio 1987                |       |
| Salto con l'asta       | 4.85 m                                                    | Yelena Isinbayeva                | Russia               | 15 giugno 2007               |       |
| Salto in lungo         | 7.29 m (+0.9 m/s)                                         | Heike Drechsler                  | Germania             | 22 luglio 1994               |       |
| Salto triplo           | 15.11 m (+0.1 m/s)                                        | Yamilé Aldama                    | Cuba                 | 27 giugno 2003               |       |
| Getto del peso         | 20.26 m                                                   | Valerie Adams                    | Nuova Zelanda        | 9 giugno 2011                | [ 6 ] |
| Lancio del disco       | 69.78 m                                                   | Tsvetanka Khristova              | Bulgaria             | 5 luglio 1986                |       |
| Lancio del giavellotto | 76.34 m (Vecchio giavellotto) 69.48 m (Nuovo giavellotto) | Fatima Whitbread Trine Hattestad | Regno Unito Norvegia | 4 luglio 1987 28 luglio 2000 |       |
| 3 km di marcia         | 13'45.7                                                   | Frøydis Hilsen                   | Norvegia             | 23 agosto 1981               |       |
| 5 km di marcia         | 22'59.6                                                   | Anita Blomberg                   | Norvegia             | 17 giugno 1988               |       |